# Vincent Young
Vincent Young (Philadelphia (Pennsylvania), Pennsylvania, 4 juni 1965) is een Amerikaans acteur.
Young is vooral bekend van zijn rol als Noah Hunter in de televisieserie Beverly Hills, 90210, deze rol speelde hij van 1997 tot 2000.

## Filmografie

### Films
Uitgezonderd korte films.
- 2020 5th Borough - als Finn
- 2018 Escape Plan 2: Hades - als Curly
- 2018 What Death Leaves Behind - als Andrew Blosser
- 2010 Eagles in the Chicken Coop - als Bud Lunger
- 2009 Adult Film: A Hollywood Tale - als Bud Lunger
- 2004 Knuckle Sandwich - als Raoul
- 1995 A Modern Affair - als Tony

### Televisieseries
Uitgezonderd eenmalige gastrollen.
- 1997 - 2000 Beverly Hills, 90210 - als Noah Hunter - 84 afl.